# Eva Jeppsson Grassman
Eva Christina Jeppsson Grassman, född 25 juni 1944 i Nyköping, död 23 augusti 2020 i Stockholm, var en svensk professor i äldre och åldrande vid Linköpings universitet.
1987 disputerade Eva Jeppsson Grassman i socialt arbete, vid Stockholms universitet. Hon utnämndes till docent 1990 och befordrades till professor i socialt arbete vid Stockholms universitet 2001. Sedan 2003 var hon verksam som professor vid NISAL (Nationella institutet för forskning om äldre och åldrande), från 2011 som seniorprofessor och emeritus. 
Under åren 2004–2009 var Eva Jeppsson Grassman ledamot av styrelsen för Forskningsrådet för hälsa, arbetsliv och välfärd, FAS (nuvarande FORTE)] där hon var vice ordförande under åren 2007–2009.

## Forskning
Eva Jeppsson Grassmans doktorsavhandling, After the Fall of Darkness: Three Studies of Visual Impairment and Work, handlar om den dramatiska omställning som det innebär att förlora synen när man befinner sig mitt i livet, inte minst arbetslivet.  Ett av de forskningsprogram som hon sedan utvecklat och varit ledare för vid Linköpings universitet studerar, från ett livsloppsperspektiv, vad det betyder att leva ett långt liv och åldras med funktionsnedsättningar.
Jeppsson Grassman har lett och varit ansvarig för flera breda forskningsprogram inom området äldre och åldrande, där frågor om civilsamhällets roll, omsorgsformer, livets sista tid, samt åldrande, kronisk sjukdom och funktionsnedsättningar studerats. Hon bedrev även forskning om betydelsen av existentiellt stöd och Svenska kyrkans roll i detta sammanhang.